# Rahtla
Rahtla (Duits: Rachtla) is een plaats in de Estlandse gemeente Saaremaa, provincie Saaremaa. De plaats heeft de status van dorp (Estisch: küla) en heeft 11 inwoners (2021).
Tot in oktober 2017 lag Rahtla in de gemeente Mustjala. In die maand ging Mustjala op in de fusiegemeente Saaremaa.
Rahtla ligt aan de baai Tagalaht aan de noordkust van het eiland Saaremaa. Ten noorden van de plaats ligt het meer Kooru järv.
Rahtla werd voor het eerst genoemd in 1592 onder de naam Rachtill als nederzetting op het landgoed van Mustjala.